# Eunidia flava
Eunidia flava là một loài bọ cánh cứng trong họ Cerambycidae.